# Roland Vanecek
Roland Vanecek (* 1975 in Frankfurt am Main) ist ein deutscher Tubist.

## Leben
Roland Vanecek wurde in Frankfurt geboren und wuchs in Schneckenhausen nahe Kaiserslautern auf. Er besuchte das Gymnasium in Kaiserslautern, wurde erster Bundespreisträger im Wettbewerb "Jugend musiziert" und studierte in Mannheim an der Hochschule für Musik und Darstellende Kunst u. a. bei Paul Schreckenberger. Ab 2000 erhielt er eine Festanstellung im Hessischen Staatsorchester Wiesbaden. Neben seinem Hauptberuf entfaltete er zahlreiche Aktivitäten, so z. B. in den Rundfunkorchestern des SWR Kaiserslautern und Stuttgart, der Staatsphilharmonie Rheinland-Pfalz und im Nationaltheater Mannheim. Vanecek wirkt zudem als Musikcomedian und Komponist. Mit Erwin Ditzner und seinem Zwillingsbruder Bernhard Vanecek gründete er das „Ditzner Twintett“. Vanecek absolvierte Auftritte mit Erika Stucky, Bobby Shew sowie der Mardi Gras Band. Im Jahr 2000 hatte er Soloauftritte mit Klaus-Maria Brandauer. Im Besonderen verbunden ist er mit dem Kuseler Musikantenland; er ist Leiter der „Neuen Wandermusikanten“ in der Tradition des westpfälzischen Wandermusikantentums. 2002 nahm Vanecek eine Lehrtätigkeit im Fach Tuba am Peter-Cornelius-Konservatorium der Stadt Mainz auf. Von 2005 bis 2008 war er Preisträger des Lichtenburgpreises des Musikantenlandes.

## Diskografie
- 2015: Das Triumvirat Hext – Gisbert Haefs, Audiobuch
- 2015: Twintett – Backblech
- 2012: Zweiton – Form, Unsung Records
- 2010: Ditzner Twintett – mit Bernhard Vanecek und Erwin Ditzner
- 2008: Blassportgruppe – Superblau EP
- 2005: Otfried Preussler – Der Räuber Hotzenplotz, Der Audio Verlag
- 2002: Ensemble Ambrassador, Klaus Schuhwerk – Russische Begegnungen
- 2000: Heiner Goebbels – Surrogate Cities, ECM Records
- 1995: Bunt, Scat records